# 2009年美國國家棒球名人堂票選
2009年美國國家棒球名人堂票選遵循2001年及2007年微調的票選規則。全美棒球記者協會進行年度票選，最後選出瑞奇·韓德森和吉姆·賴斯兩人。
根據2007年的微調規則，資深選手委員會將1943年至1987年間效力於大聯盟的選手進行名人堂資格票選，不過最後沒有選出任何入選者。至於1943年以前效力於大聯盟的選手則進行分開票選，資深選手委員會再次進行會議，並成功選出喬·高登。這是資深選手委員會自2001年來，第一次成功選出名人堂入選者。大聯盟在2009年7月26日舉辦入選典禮。

## 全美棒球記者協會票選結果
全美棒球記者協會只從1989年以後效力於大聯盟的選手中進行評選，但效力年限只到2003年為止。
每個球員需要獲得至少75%的選票方能入選。本屆票選包含23名球員；總共有539張選票，最終總計投出2902人次，入選名人堂門檻為403票，平均每張選票圈選了5.38人。未達5%得票率的候選人，將被剔除名人堂票選資格。
首次進行票選的球員將以劍標（†）顯示。獲得至少75%以上同意票的入選人以粗體字表示；在未來票選中才入選的候選人以斜體字表示。
湯米·約翰和吉姆·賴斯都是第十五次進行票選，同時也是最後一次。賴斯成為1975年來首位在最後一年票選成功躋身名人堂行列的球員。
| 球員姓名       | 同意票數 | 得票率(%) | 與前一年差距 | 年度   |
| -------------- | -------- | --------- | ------------ | ------ |
| †瑞奇·韓德森   | 511      | 94.8      | -            | 第1年  |
| 吉姆·賴斯      | 412      | 76.4      | ▲0 4.2%      | 第15年 |
| 安德烈·道森    | 361      | 67.0      | ▲0 1.1%      | 第8年  |
| 伯特·布萊勒文  | 338      | 62.7      | ▲0 0.8%      | 第12年 |
| 李·史密斯      | 240      | 44.5      | ▲0 1.2%      | 第7年  |
| 傑克·莫里斯    | 237      | 44.0      | ▲0 1.1%      | 第10年 |
| 湯米·約翰      | 171      | 31.7      | ▲0 2.6%      | 第15年 |
| 提姆·雷恩斯    | 122      | 22.6      | ▼0 1.7%      | 第2年  |
| 馬克·麥奎爾    | 118      | 21.9      | ▼0 1.7%      | 第3年  |
| 艾蘭·川默      | 94       | 17.4      | ▼0 1.8%      | 第8年  |
| 戴夫·帕克      | 81       | 15.0      | ▼0 0.1%      | 第13年 |
| 丹·馬丁利      | 64       | 11.9      | ▼0 3.9%      | 第9年  |
| 戴爾·墨菲      | 62       | 11.5      | ▼0 2.3%      | 第11年 |
| 哈洛德·貝恩斯  | 32       | 5.9       | ▲0 0.7%      | 第3年  |
| †馬克·葛瑞斯   | 22       | 4.1       | -            | 第1年  |
| †大衛·孔恩     | 21       | 3.9       | -            | 第1年  |
| †麥特·威廉斯   | 7        | 1.3       | -            | 第1年  |
| †摩·沃恩       | 6        | 1.1       | -            | 第1年  |
| †傑·貝爾       | 2        | 0.4       | -            | 第1年  |
| †傑西·歐洛斯科 | 1        | 0.2       | -            | 第1年  |
| †羅恩·甘特     | 0        | 0.0       | -            | 第1年  |
| †丹·普萊薩     | 0        | 0.0       | -            | 第1年  |
| †葛雷格·沃恩   | 0        | 0.0       | -            | 第1年  |

|  | 本屆被選入名人堂，人名以粗體表示。                          |
|  | 本屆未入選但在未來票選中被選入名人堂，人名以斜體表示。      |
|  | 在2010年投票中繼續票選但仍未被選入者。                      |
|  | 在未來BBWAA票選中被剔除，但仍保有未來資深委員會審核的資格。 |

新入選的球員包含22名全明星球員，這22人合計共入選58次明星賽。不過有其中12人沒有在名單上。
以下球員首次具有票選資格，但並未在名單上：史蒂夫·艾弗瑞、傑森·貝雷、麥克·波迪克、約翰·柏基特、歐瑪·達爾、喬·吉拉迪、馬克·格斯里、喬伊·漢米爾頓、崔恩尼達德·胡巴德、陶德·杭德利、布萊恩·杭特、費利克斯·荷西、查德·克魯特、葛萊梅·洛伊德、基斯·洛克哈特、艾爾比·羅培茲、帕特·馬霍姆斯、艾爾·馬丁、奧蘭多·莫席德、查爾斯·納吉、丹尼·奈格爾、特洛伊·歐萊瑞、蘭斯·佩恩特、汀恩·帕爾默、克雷格·帕凱特、湯姆·普林斯、傑夫·雷波萊特、瑞克·里德、瑞奇·羅德里奎茲、泰瑞·尚波特、路易斯·索荷、戴夫·韋瑞斯、麥克·沃貝克、麥克·威廉斯和凱文·楊恩。

## 資深棒球委員會

### 1943年後的選手票選
資深棒球委員會在前3次的票選都沒有選出任何入選者，於是他們改組成6人小組，這6位棒球記者一共選出21人。這個票選只有獲得名人堂資格的相關人士才有資格投票，總共64票，候選人需獲得75%的票數(48票)才能入選名人堂。最後沒有候選人突破入選門檻。
票選結果：
| 候選人        | 得票數 | 百分比 |
| ------------- | ------ | ------ |
| 羅恩·桑托     | 39     | 60.9%  |
| 吉姆·卡特     | 38     | 59.4%  |
| 湯尼·奧利瓦   | 33     | 51.6%  |
| 吉爾·霍吉斯   | 28     | 43.8%  |
| 喬·托瑞       | 19     | 29.7%  |
| 毛利·威爾斯   | 15     | 23.4%  |
| 路易斯·提安特 | 13     | 20.3%  |
| 瓦達·賓森     | 12     | 18.8%  |
| 艾爾·奧利佛   | 9      | 14.1%  |
| 迪克·艾倫     | 7      | 10.9%  |

### 1943年前的選手票選
這是資深選手委員會首次從1943年以前於大聯盟出賽的選手中進行額外票選，此後該票選每五年進行一次。此票選共有12票，候選人必須獲得75%得票率(9票)才能入選名人堂。最後喬·高登成功入選名人堂。
票選結果：
| 候選人        | 得票數 | 百分比 |
| ------------- | ------ | ------ |
| 喬·高登       | 10     | 83.3%  |
| 艾利·雷諾斯   | 8      | 66.7%  |
| 韋斯·費瑞爾   | 6      | 50.0%  |
| 米奇·韋諾恩   | 5      | 41.7%  |
| 迪肯·懷特     | 5      | 41.7%  |
| 巴基·瓦特斯   | 4      | 33.3%  |
| 薛利·馬基     | 3      | 25.0%  |
| 比爾·達倫     | <3     | <25.0% |
| 卡爾·梅斯     | <3     | <25.0% |
| 佛恩·史蒂芬斯 | <3     | <25.0% |

## J·G·泰勒·史賓克獎
棒球記者尼克·彼得斯（1939年–2015年）獲選該屆的J·G·泰勒·史賓克獎。

## 福特·C·弗里克獎
藍鳥及洋基隊播報員湯尼·庫貝克（1935年–）獲選該屆的福特·C·弗里克獎。

## 外部連結
- 美國國家棒球名人堂官網 （页面存档备份，存于）
- 棒球名人堂BBWAA票選規則 （页面存档备份，存于）
- 2009年名人堂票選 at www.baseballhalloffame.org